# Die Rache einer Frau
Die Rache einer Frau er en tysk stumfilm fra 1921 af Robert Wiene.

## Medvirkende
- Vera Karalli
- Franz Egenieff
- Olga Engl
- Margarete Kupfer
- Alfred Haase
- Boris Michailow
- Auguste Prasch-Grevenberg